# IX Krajowy Festiwal Piosenki Polskiej w Opolu
IX Krajowy Festiwal Piosenki Polskiej w Opolu – 9. edycja festiwalu odbyła się w dniach 24 – 26 czerwca 1971. Na IX KFPP w 20 imprezach i koncertach wzięło udział 800 wykonawców. Zapotrzebowanie na bilety festiwalowe oszacowano na ok. 100 tys. Gospodarzem Debiutów był tym razem Mieczysław Fogg, który prezentował młode talenty. Festiwal obsługiwało 200 dziennikarzy krajowych, zaś w trakcie trzydniowego święta polskiej piosenki Opole gościło obserwatorów z 12 krajów. Miss obiektywu wybrano Halinę Kunicką, natomiast Anna German zajęła pierwsze miejsce w plebiscycie publiczności. Koncert Mikrofon i ekran prowadził Lucjan Kydryński.

## Koncert InauguracyjnyWitamy w Opolu24.06.1971
1. Czerwone Gitary – Płoną góry, płoną lasy[1]
2. Skaldowie – Ty
3. Zdzisława Sośnicka – Dom, który mam

## KoncertPremiery25.06.1971 – 20:30-23:00[2]
1. Maryla Rodowicz – Z tobą w górach (muz. Katarzyna Gaertner, sł. Jerzy Kleyny)
2. Skaldowie – Wszystkim zakochanym (muz. Andrzej Zieliński, sł. Leszek Aleksander Moczulski)
3. Anna German – Trzeba nam się śpieszyć (muz. Wojciech Piętowski, sł. Jerzy Miller)
4. Zdzisława Sośnicka – Cygańska letnia noc (muz. Stefan Rembowski, sł. Jerzy Ficowski)
5. Andrzej Dąbrowski – Nie ucz mnie (muz. Jan Ptaszyn Wróblewski, sł. Kazimierz Adam)
6. Maria Warzyńska – Po cyganach dym (muz. Edward Dębicki, sł. Karol Kord)
7. Rena Rolska – Fantazja warszawska (muz. Romuald Żyliński, sł. Mirosław Łebkowski, Stanisław Werner)
8. Adam Zwierz – Siwe konie, kare konie (muz. Henryk Klejne, sł. Janusz Kondratowicz)
9. Irena Santor – Jasnoniebieska, jasnobłękitna (muz. Piotr Figiel, sł. Janusz Kondratowicz)
10. Sława Przybylska – Królowa Barbara (muz. Bogusław Klimczuk, sł. Tadeusz Urgacz)
11. Mirosława Kowalik – O czym marzą zakochani (muz. Jerzy Milian, sł. Jadwiga Urbanowicz)
12. Jolanta Borusiewicz – Zaproszenie do snu (muz. Roman Orłow, sł. Andrzej Bianusz)
13. Jarema Stępowski – Gorąca miłość na ulicy Chłodnej (muz. Władysław Słowiński, sł. Kazimierz Adam)
14. Jerzy Połomski i Pro Contra – Gdzie jest Katiusza (muz. Leszek Bogdanowicz, sł. Tadeusz Urgacz)
15. Bożena Ditberner – Wybierz choć nas (muz. Henryk Klejne, sł. Wojciech Młynarski)
16. Nina Urbano – Letni dzień wśród drzew (muz. Ireneusz Wikarek, sł. Alojzy Bochenek)
17. Tadeusz Ross – Słońce w kapeluszu (muz. Marek Sart, sł. Janusz Odrowąż)
18. Michej Vit – O ostatnim ptaku (muz. Jan Czekalla, sł. Adam Kreczmar)
19. Stenia Kozłowska i Pro Contra – Z mazowieckich pól (muz. Adam Skorupko i Włodzimierz Kruszyński, sł. Jan Zalewski)
20. Krzysztof Cwynar – Concerto Grosso (muz. Jerzy Andrzej Marek, sł. Adam Kreczmar)
21. Danuta Rinn i Bogdan Czyżewski – Z dwóch brzegów (muz. Włodzimierz Korcz, sł. Anna Markowa)
22. Trubadurzy – Drzewa nad Wisłą (muz. Krzysztof Krawczyk, Marian Lichtman, Sławomir Kowalewski, sł. Kazimierz Winkler)
23. Ewa Bem – Michałki fiołkowe (muz. Jerzy Wasowski, sł. Błażej Perkun)
24. Halina Frąckowiak i Grupa ABC – Wszystkie miody tego lata (muz. Marian Zimiński, sł. Tadeusz Śliwiak)
25. Hanna Konieczna – Latawica (muz. Edward Spyrka, muz. Anna Markowa)
26. Mieczysław Fogg – Ja to mam już za sobą (muz. Stefan Rembowski, sł. Zbigniew Kaszkur i Zbigniew Zapert)
27. Framerowie – Jak być juz kimś to być (muz. Urszula Rzeczkowska, sł. Jan Stanisławski)

Podczas koncertu swój mikrorecital dał zespół cygański ''Roma'' z piosenkami: Jadą wozy kolorowe, Taniec cygański i Jeśli chcecie – powrócimy.
Koncert prowadzili Marianna Wróblewska i Janusz Budzyński
Solistom towarzyszyła Orkiestra PR i TV pod dyr. Stefana Rachonia i Bogusława Klimczuka.

## KoncertDebiuty
1. Bogusław Mec – To nie był sen
2. Elżbieta Bukowiecka – Po cyganach dym
3. Irmina Krause – Wołam cię
4. M. Warzocha – Nie wołaj mnie
5. Danuta Achcińska – Wróżba z kukułką
6. Wiesława Kubicka – Jesteś mi tak potrzebny
7. Urszula Gawryś – Emancypantki
8. Andrzej i Eliza – Wstawanie wczesnym rankiem
9. Maciej Wróblewski – Cygańska letnia noc
10. Kantylena – Kokoszka jarzębata
11. M. Ziembowska – Wybierz choć nas
12. M. Lesiecka – Romans na przedmieściu
13. Bożysława Kapica – Tak miało być i nie było
14. E. Licznerski – Ślepcy Bruegla
15. Izabela Schütz – O czym marzą zakochani
16. 2 plus 1 – Hej baby baby

## Recital Anny German(poza amfiteatrem) – prowadziłJan Suzin
1. Wiosenna humoreska
2. Żagle
3. Noc nad Mekongiem
4. Powracające walczyki
5. Znaki zapytania
6. Za siedmioma morzami
7. Nie pojadę do Sorrento
8. Ballada o małym szczęściu
9. Taniec
10. Idę wpatrzona w horyzont
11. Bez ciebie nie ma mnie
12. Mój stryjek jest hodowcą moli
13. Mój generał ołowiany
14. Cztery karty
15. Górnik Zabrze a jakże

## KoncertMikrofon i ekran26.06.1971
1. Marek Grechuta – Korowód
2. Halina Kunicka – Jeszcze nie raz
3. Skaldowie – Ty
4. Maryla Rodowicz – Z tobą w górach

## Laureaci
Nagrody główne
1. Korowód (Grechuta/Moczulski) – wykonanie: Marek Grechuta (Nagroda MKiS)
2. Z tobą w górach (Gaertner/Kleyne) – wykonanie: Maryla Rodowicz (Nagroda Prezydium WRN)
3. W Polskę idziemy, drodzy panowie (Wasowski/Młynarski) – wykonanie: Wiesław Gołas (Nagroda KRiTV)

Pozostałe nagrody
- Koncert na dwa świerszcze i wiatr w kominie (Knitter/Niżyński) – wykonanie: Magda Umer (Nagroda Prezydium MRN)
- Nim zakwitnie tysiąc róż (Warska) – wykonanie: Urszula Sipińska (Nagroda TPO)
- Kurna chata (Kaczmarek) – wykonanie: Kabaret „Elita” (Nagroda Telewizji Polskiej)
- Królowa Barbara (Klimczuk/Urgacz) – wykonanie: Sława Przybylska (Nagroda Polskiego Radia)
- Song o wyczekiwaniu (Majewski/Kofta) – wykonanie: Jonasz Kofta (Nagroda ZG ZMS)
- Nie zmogła go kula (Gaertner/Bryll) – wykonanie: 2 plus 1 (nagroda redakcji „Synkopa”)

Nagrody za debiut
- Bożysława Kapica – Tak miało być, a nie było (Sobieski/Dagnan)
- Izabela Schuetz (Trojanowska) – O czym marzą zakochani (Milian/Urbanowicz)
- Bogusław Mec – To nie był sen (Klimczuk/Hosper)
- Urszula Gawryś – Emancypantki (Syrewicz/Lengren)

Nagrody za aranżację
- Andrzej Kurylewicz – Nim zakwitnie tysiąc róż (wyk. Urszula Sipińska)
- Andrzej Żylis – To nie był sen (wyk. Bogusław Mec)
- Andrzej Zieliński – Wszystkim zakochanym (wyk. Skaldowie)

Nagroda dziennikarzy
- Zespół Bemibek

Nagroda publiczności
- Anna German

wyróżnienie Stowarzyszenia Polskich Artystów Teatru i Filmu
- Irmina Krauze – „Za kulturę interpretacji i szacunek dla mowy ojczystej”